# 1898–1899-es Challenge Kupa
Az 1898–1899-es Challenge Kupa volt a sorozat második kiírása, továbbra is osztrák klubcsapatok részvételével. A győztes a First Vienna FC lett.

## Mérkőzések

### Első kör
| 1898. november 15. |

| Vienna Cricket FC          | 2–2   | Wiener AC                    |
| -------------------------- | ----- | ---------------------------- |
| Redfern (1-0) Shires (2-0) | (2–0) | Starrach (2-1) Gössing (2-2) |

| Bécs |

#### Megismételt mérkőzés
| 1898. november 20. |

| Wiener AC       | 2–3   | Vienna Cricket FC |
| --------------- | ----- | ----------------- |
| Studnicka (1-0) | (1–1) | Redfern (1-1)     |

| WAC-Platz, Bécs |

### Elődöntő
| 1898. november 27. |

| First Vienna FC   | 1–0   | Vienna Cricket FC |
| ----------------- | ----- | ----------------- |
| Lowe (öngól, 1-0) | (1–0) |                   |

| Hohe Warte, Bécs |

| 1898. december 4. |

| AC Victoria                             | 3–1 | FC 98           |
| --------------------------------------- | --- | --------------- |
| Sauer (1-0) Sohr II (2-0) Sohr II (3-0) |     | Prager II (3-1) |

| Prater, Forstwiese, Bécs |

### Döntő
| 1899. március 5. 15:00 |

| First Vienna FC | 4–1   | AC Victoria |
| --------------- | ----- | ----------- |
| Soldat (1-0)    | (2–1) |             |

| Prater, Jesuitenwiese, Bécs |